# فورستون (تگزاس)
فورستون (به انگلیسی: Forreston) یک منطقهٔ مسکونی در ایالات متحده آمریکا است که در شهرستان الیس، تگزاس واقع شده‌است. فورستون ۲۳۸ نفر جمعیت دارد و ۱۶۴٫۹ متر بالاتر از سطح دریا واقع شده‌است.